# Esther Rivera
Esther Rivera Robles (Obregón, 30 de julio de 1964) es una deportista mexicana que compitió en atletismo adaptado. Ganó una medalla de oro en los Juegos Paralímpicos de Atenas 2004, en la prueba de lanzamiento de jabalina (clase F33/34/52/53).

## Palmarés internacional
| Juegos Paralímpicos | Juegos Paralímpicos | Juegos Paralímpicos | Juegos Paralímpicos   |
| Año                 | Lugar               | Medalla             | Prueba                |
| ------------------- | ------------------- | ------------------- | --------------------- |
| 2004                | Atenas (Grecia)     | Medalla de oro      | Jabalina F33/34/52/53 |